# Saint-Léger-des-Bois
Saint-Léger-des-Bois foi uma comuna francesa na região administrativa da Pays de la Loire, no departamento de Maine-et-Loire. Estendia-se por uma área de 15,42 km². Em 2010 a comuna tinha 3 699 habitantes (densidade: 239,9 hab./km²).
Em 1 de janeiro de 2019, passou a formar parte da nova comuna de Saint-Léger-de-Linières.